# Cosmarium pseudopyramidatum
Cosmarium pseudopyramidatum  là một loài Song tinh tảo trong họ Desmidiaceae, thuộc chi Cosmarium.